# 许特特
许特特，是匈牙利科马罗姆-埃斯泰尔戈姆州所辖的一个村。总面积34.36平方公里，总人口2003，人口密度58.3人/平方公里（2011年1月1日）。